# Patricio Rubio
Patricio Rodolfo „Pato” Rubio Pulgar (ur. 18 kwietnia 1989 w Santiago) – chilijski piłkarz występujący na pozycji napastnika, obecnie zawodnik meksykańskiego Querétaro.

## Kariera klubowa
Rubio pochodzi ze stołecznego Santiago de Chile i jest wychowankiem akademii juniorskiej tamtejszego klubu CSD Colo-Colo, do której dołączył w wieku ośmiu lat. Do pierwszej drużyny został włączony jako siedemnastolatek przez argentyńskiego szkoleniowca Claudio Borghiego i w chilijskiej Primera División zadebiutował 22 listopada 2006 w przegranym 1:4 spotkaniu z Cobresalem. Już w swoim premierowym, jesiennym sezonie Clausura 2006 zdobył ze swoim zespołem mistrzostwo Chile, a także dotarł do finału drugich co do ważności rozgrywek południowoamerykańskiego kontynentu – Copa Sudamericana. Wobec olbrzymiej konkurencji w linii ataku (o miejsce w składzie rywalizował z graczami takimi jak Humberto Suazo, Héctor Mancilla czy Alexis Sánchez) pełnił jednak wyłącznie rolę głębokiego rezerwowego i bezpośrednio po tytule udał się na wypożyczenie do niżej notowanej ekipy CD Ñublense z siedzibą w Chillán. Tam przez rok nie wystąpił jednak w żadnym spotkaniu, zaś po powrocie do Colo-Colo wciąż okazjonalnie pojawiał się na boiskach, tym razem będąc alternatywą dla Lucasa Barriosa. W tej roli w sezonie Clausura 2008 wywalczył kolejne mistrzostwo kraju.
Wiosną 2009 Rubio – razem ze swoim kolegą klubowym Nicolásem Millánem – przeniósł się do argentyńskiego trzecioligowca, borykającego się z problemami finansowymi Club Rivadavia z miasta Lincoln, gdzie bez większych sukcesów spędził półtora roku. W późniejszym czasie powrócił do ojczyzny, zostając graczem występującego na trzecim szczeblu rozgrywek klubu Deportes Iberia, skąd po sześciu miesiącach przeszedł do innego trzecioligowca – amatorskiego wówczas AC Barnechea. Tam z miejsca został najważniejszym zawodnikiem drużyny; w sezonie 2011 triumfował z nią w rozgrywkach Tercera División, notując historyczny, pierwszy w dziejach klubu awans na zaplecze najwyższej klasy rozgrywkowej, zaś on sam został uhonorowany nagrodą dla najlepszego amatorskiego piłkarza roku w Chile. W barwach Barnechei spędził jeszcze sześć miesięcy w drugiej lidze, zostając jej królem strzelców w wiosennym sezonie Apertura 2012 z szesnastoma golami na koncie, zaś ogółem występował w tym zespole przez półtora roku i jest uznawany za jednego z najbardziej zasłużonych piłkarzy jego historii.
W lipcu 2012 Rubio podpisał umowę z występującą w najwyższej klasie rozgrywkowej stołeczną drużyną Unión Española, w celu zastąpienia w niej Emanuela Herrery. W jej barwach od razu wywalczył sobie pewne miejsce w wyjściowym składzie, szybko zostając jedną z największych gwiazd ligi chilijskiej. Premierowego gola w pierwszej lidze strzelił 7 lipca 2012 w zremisowanej 3:3 konfrontacji z Audax Italiano, natomiast podczas wiosennych rozgrywek Transición 2013 zanotował z ekipą prowadzoną przez José Luisa Sierrę trzecie w swojej karierze mistrzostwo Chile. W tym samym roku wywalczył również z Uniónem krajowy superpuchar – Supercopa de Chile, zaś w sierpniu 2013 za sumę 1,6 miliona dolarów przeszedł do krajowego giganta – stołecznego zespołu Universidad de Chile. W jesiennym sezonie Apertura 2014 zanotował z nim swój czwarty tytuł mistrzowski, zaś łącznie w barwach Universidadu spędził półtora roku jako najskuteczniejszy zawodnik ekipy i czołowy strzelec ligi.
Wiosną 2015 Rubio wyjechał do Meksyku, za sumę pięciu milionów dolarów zostając graczem tamtejszej drużyny Querétaro FC. W Liga MX zadebiutował 16 stycznia 2015 w wygranym 1:0 meczu z Universidadem de Guadalajara, zaś pierwszą bramkę zdobył 13 lutego tego samego roku w przegranym 1:2 pojedynku z Cruz Azul. Już w swoim pierwszym, wiosennym sezonie Clausura 2015 zanotował z Querétaro wicemistrzostwo Meksyku, jednak on sam nie spełnił pokładanych w nim nadziei, nie potrafiąc wywalczyć sobie pewnej pozycji w pierwszej jedenastce. Wobec tego już po upływie pół roku wrócił do ojczyzny, udając się na wypożyczenie do swojego poprzedniego zespołu – Universidadu de Chile. Jeszcze w tym samym roku zdobył z ekipą prowadzoną przez Martína Lasarte zarówno puchar kraju – Copa Chile, jak i superpuchar Chile. Tym razem występował w Universidadzie rok, lecz mimo regularnych występów nie potrafił odzyskać strzeleckiej skuteczności.
Po powrocie do Querétaro, w jesiennym sezonie Apertura 2016, Rubio wywalczył z tą drużyną puchar Meksyku – Copa MX.

## Kariera reprezentacyjna
W seniorskiej reprezentacji Chile Rubio zadebiutował za kadencji argentyńskiego selekcjonera Jorge Sampaolego, 19 stycznia 2013 w wygranym 3:0 meczu towarzyskim z Haiti, w którym strzelił również swojego premierowego gola w kadrze narodowej.

## Statystyki kariery

### Klubowe
| Unión Española (rez.) | 2012             | Chile            | Segunda División | 1  | 0   | —  | —       | —       | — | —    | 1   | 0  |
| Ogółem (rezerwy)      | Ogółem (rezerwy) | Ogółem (rezerwy) | Ogółem (rezerwy) | 1  | 0   | —  | —       | —       | — | —    | 1   | 0  |
| Colo-Colo             | 2006             | Chile            | Primera División | 1  | 0   | —  | —       | —       | — | —    | 1   | 0  |
| Ñublense              | 2007             | Chile            | Primera División | 0  | 0   | —  | —       | —       | — | —    | 0   | 0  |
| Colo-Colo             | 2008             | Chile            | Primera División | 1  | 0   | —  | —       | —       | — | —    | 1   | 0  |
| Rivadavia             | 2009–2010        | Argentyna        | Argentino A      | 18 | 5   | —  | —       | —       | — | —    | 18  | 5  |
| Deportes Iberia       | 2010             | Chile            | Segunda División | 21 | 5   | —  | —       | —       | — | —    | 21  | 5  |
| Barnechea             | 2011             | Chile            | Segunda División | 11 | 7   | —  | —       | —       | — | —    | 11≤ | 7≤ |
| Barnechea             | 2012             | Chile            | Primera B        | 19 | 16  | —  | —       | —       | — | —    | 19  | 16 |
| Unión Española        | 2012             | Chile            | Primera División | 23 | 10  | 8  | 2       | —       | — | —    | 31  | 12 |
| Unión Española        | 2013             | Chile            | Primera División | 17 | 8   | 4  | 3       | —       | — | —    | 21  | 11 |
| U de Chile            | 2013–2014        | Chile            | Primera División | 32 | 17  | —  | —       | CS + CL | 9 | 1    | 41  | 18 |
| U de Chile            | 2014–2015        | Chile            | Primera División | 17 | 11  | 2  | 0       | —       | — | —    | 19  | 11 |
| Querétaro             | 2014–2015        | Meksyk           | Liga MX          | 13 | 1   | 7  | 2       | —       | — | —    | 20  | 3  |
| U de Chile            | 2015–2016        | Chile            | Primera División | 26 | 5   | 11 | 2       | CL      | 2 | 0    | 39  | 7  |
| Querétaro             | 2016–2017        | Meksyk           | Liga MX          | 0  | 0   | —  | —       | —       | — | —    | 0   | 0  |
| Ogółem                |                  |                  |                  |    |     |    |         |         |   |      |     |    |
| Chile                 | Chile            | Chile            | 169              | 79 | 25≤ | 7≤ | CS + CL | 11      | 1 | 205≤ | 87≤ |    |
| Argentyna             | Argentyna        | Argentyna        | 18               | 5  | —   | —  | —       | —       | — | 18   | 5   |    |
| Meksyk                | Meksyk           | Meksyk           | 13               | 1  | 7   | 2  | —       | —       | — | 20   | 3   |    |
| Ogółem                | Ogółem           | Ogółem           | 200              | 85 | 32≤ | 9≤ | CS + CL | 11      | 1 | 243≤ | 95≤ |    |

- CS – Copa Sudamericana
- CL – Copa Libertadores

### Reprezentacyjne
| Chile  | Chile  | 2013   | 3 | 1 | — | — | — | — | — | 3 | 1 |
| Ogółem | Ogółem | Ogółem | 3 | 1 | — | — | — | — | — | 3 | 1 |